# Mlječanica (rijeka)
Mlječanica  je rijeka u Bosni i Hercegovini.
Rijeka Mlječanica nastaje spajanjem Velike i Male Mlječanice. Nalazi se u sjevernom dijelu Nacionalnog parka Kozara. Naselje Mlječanica u općini Bosanska Dubica je po ovo rijeci dobilo ime. Značajna je pritoka Knežica.